# آب‌درمانی
آب درمانی یا هیدروتراپی (به انگلیسی: Hydrotherapy) شامل مجموعه روشهای درمانی مختلف به وسیله آب است. آب درمانی طیف وسیعی از رویکردها و روشهای درمانی را در بر می‌گیرد که در آن از ویژگیهای فیزیکی آب مانند دما و فشار برای اهداف درمانی نظیر تحریک گردش خون و درمان علائم بیماریهای خاص بهره می‌برند.

## تأثیرات
انجام فعالیت‌های ورزشی در آب با توجه وضعیت غوطه وری و کم شدن وزن بدن بر پاها امکان انجام حرکت‌های بیشتری نسبت این شرایط در خشکی فراهم می‌آورد. فشارهای هیدروستاتیک بر بدن که توسط آب ایجاد می‌شود موجب افزایش خون برگشتی به قلب و بهبود برون ده قلب خواهد شد. فعالیت ورزشی در آب عموماً از فعالیت‌های ایمن و با ریسک خطر بسیار پایین به‌شمار می‌آید.